# LEVC L380
LEVC L380 — электромобиль-минивэн, выпускающийся британским производителем электромобилей London Electric Vehicle Company, дочерней компанией китайской автомобильной компании Geely, для китайского и британского рынков. В феврале 2025 года на китайском рынке автомобиль был переименован в Geely Galaxy LEVC L380 в связи с консолидацией LEVC в сети продаж Geely Galaxy.

## Описание
Название LEVC L380 автомобиль получил в честь широкофюзеляжного авиалайнера Airbus A380, самого большого пассажирского самолёта в мире, благодаря просторному салону и комфорту. Дизайн также выполнен в стиле фюзеляжа.
Изначально автомобиль назывался LEVC XE08, а затем он был переименован в Xspace. Впервые L380 был показан в декабре 2023 года в Интернете. Вместимость составляет от 3 до 8 мест.

## Технические характеристики
LEVC L380 длиной 5,3 м базируется на платформе LEVC Space Oriented Architecture, разработанной совместно с Geely. Автомобиль приводится в движение одним электродвигателем мощностью 200 кВт (270 л. с.) производства Viridi E-Mobility Technology Co. и никель-кобальт-манганатным аккумулятором производства CATL. Ёмкость варьируется от 73 до 120 кВт⋅ч. Заявленный запас хода составляет около 600 км. От 10% до 80% автомобиль заряжается за 30 минут, при этом он достигает 200 км за 10 минут.